# Malmaison (Belgique)
Pour les articles homonymes, voir Malmaison.
Malmaison est un village de la commune belge de Fauvillers située en Région wallonne dans la province de Luxembourg. Avant la fusion des communes de 1977, il faisait partie de la commune de Hollange.

## Géographie
Malmaison s’étale le long de la route nationale 4, à mi-chemin entre Martelange et Bastogne.